# Classe Uragan
La classe Uragan fu una classe di pattugliatori (da alcuni classificati anche come torpediniere) della marina militare sovietica, composta da 18 unità suddivise in quattro sottoclassi (Uragan I/IV); tra le prime unità navali di superficie costruite in URSS dopo gli eventi della guerra civile russa, le Uragan entrarono in servizio a partire dal 1929 e gli ultimi esemplari furono radiati a fine anni cinquanta.

## Sviluppo e servizio
La costruzione di una classe di pattugliatori per la marina sovietica fu autorizzata nell'ambito del programma navale del 1926.
Queste piccole navi non si dimostrarono particolarmente riuscite, in particolare a causa della scarsa esperienza che i sovietici avevano in questo campo: infatti, l'allestimento si rivelò piuttosto complesso e più lungo del previsto, tanto che alcuni esemplari rimasero in costruzione diversi anni. Inoltre, la velocità, che secondo i progettisti avrebbe dovuto raggiungere i 29 nodi, non superò mai i 26,5.
Complessivamente, vennero costruiti 18 esemplari, che entrarono in servizio a partire dal 1929, in quattro versioni diverse:
| Uragan I (Project 2)   | Uragan I (Project 2) | Uragan I (Project 2) | Uragan I (Project 2) | Uragan I (Project 2) | Uragan I (Project 2)                                                                                |
| Nome                   | Costruttore          | Impostazione         | Varo                 | Entrata in servizio  | Destino finale                                                                                      |
| ---------------------- | -------------------- | -------------------- | -------------------- | -------------------- | --------------------------------------------------------------------------------------------------- |
| Uragan (Ураган)        | Zhdanov, Leningrado  | 13 agosto 1927       | 4 settembre 1928     | 12 settembre 1931    | Demolita nel 1959                                                                                   |
| Taifun (Тайфун)        | Zhdanov, Leningrado  | 13 agosto 1927       | 1º giugno 1929       | 14 settembre 1931    | radiata nel 1959                                                                                    |
| Smerch (Смерч)         | Zhdanov, Leningrado  | 13 agosto 1927       | 22 luglio 1929       | 13 settembre 1932    | Affondata durante prove in mare l'8 dicembre 1942 ma in seguito recuperata, radiata a fine anni '50 |
| Tsiklon (Циклон)       | Zhdanov, Leningrado  | 13 agosto 1927       | 28 novembre 1929     | 3 luglio 1932        | Affondata il 28 agosto 1941 per l'urto con una mina                                                 |
| Vikhr' (Вихрь)         | Zhdanov, Leningrado  | 13 agosto 1927       | 12 ottobre 1930      | 12 settembre 1932    | Affondata in attacchi aerei il 21 settembre 1941, in seguito recuperata ma mai riparata             |
| Groza (Гроза)          | Zhdanov, Leningrado  | 13 agosto 1927       | 22 settembre 1930    | 22 luglio 1932       | Radiata nel 1959                                                                                    |
| Metel' (Метель)        | Zhdanov, Leningrado  | 18 dicembre 1931     | 15 giugno 1934       | 18 novembre 1934     | Trasformata in nave scuola nel 1945, radiata a fine anni '50                                        |
| V'yuga (Вьюга)         | Zhdanov, Leningrado  | 26 dicembre 1931     | 5 luglio 1934        | 18 novembre 1934     | Trasformata in nave scuola nel 1945, radiata a fine anni '50                                        |
| Uragan II (Project 4)  |                      |                      |                      |                      | |
| Shkval (Шквал)         | Marti, Nikolayev     | 24 settembre 1927    | 1º luglio 1929       | 13 ottobre 1932      | Radiata nel 1959                                                                                    |
| Shtorm (Шторм)         | Marti, Nikolayev     | 24 settembre 1927    | 1º settembre 1929    | 5 marzo 1932         | Radiata nel 1959                                                                                    |
| Buran (Буран)          | Marti, Nikolayev     | 22 aprile 1932       | 27 settembre 1934    | 7 ottobre 1935       | Radiata nel 1959                                                                                    |
| Grom (Гром)            | Marti, Nikolayev     | 17 giugno 1932       | 22 settembre 1934    | 22 luglio 1935       | Radiata nel 1959                                                                                    |
| Uragan III (Project 2) |                      |                      |                      |                      | |
| Burya (Буря)           | Zhdanov, Leningrado  | giugno 1934          | novembre 1935        | 27 ottobre 1936      | Affondata in attacchi aerei il 24 agosto 1942                                                       |
| Molniya (Молния)       | Zhdanov, Leningrado  | 23 marzo 1934        | 24 novembre 1934     | 20 settembre 1936    | Radiata nel 1959                                                                                    |
| Purga                  | Zhdanov, Leningrado  | giugno 1934          | novembre 1935        | 4 settembre 1936     | Affondata in attacchi aerei il 1º settembre 1942 ma in seguito recuperata, radiata a fine anni '50  |
| Zarnitsa (Зарница)     | Marti, Nikolayev     | 21 marzo 1934        | 6 novembre 1934      | 6 novembre 1936      | Radiata nel 1959                                                                                    |
| Uragan IV (Project 39) |                      |                      |                      |                      | |
| Sneg (Снег)            | Zhdanov, Leningrado  | 27 aprile 1935       | 14 luglio 1936       | 25 settembre 1938    | Affondata il 28 agosto 1941 per l'urto con una mina                                                 |
| Tucha (Туча)           | Zhdanov, Leningrado  | 27 aprile 1935       | 20 ottobre 1936      | 25 settembre 1938    | radiata nel 1959                                                                                    |